# Olympische Sommerspiele 1992/Teilnehmer (Mexiko)
| Gelbes Symbol für Goldmedaillen mit stilisierten Olympischen Ringen | Graues Symbol für Silbermedaillen mit stilisierten Olympischen Ringen | Braundes Symbol für Bronzemedaillen mit stilisierten Olympischen Ringen |
| ------------------------------------------------------------------- | --------------------------------------------------------------------- | ----------------------------------------------------------------------- |
| —                                                                   | 1                                                                     | —                                                                       |

Mexiko nahm an den Olympischen Sommerspielen 1992 in Barcelona mit einer Delegation von 102 Athleten (76 Männer und 26 Frauen) an 71 Wettkämpfen in 18 Sportarten teil. Fahnenträger bei der Eröffnungsfeier war der Wasserspringer Jesús Mena.

## Medaillengewinner

### Silber
| Name              | Sportart       | Wettkampf                  |
| ----------------- | -------------- | -------------------------- |
| Carlos Mercenario | Leichtathletik | Männer, 50 Kilometer Gehen |

## Teilnehmer nach Sportarten

### Bogenschießen
| Männer - Andrés Anchondo Einzel: 31. Platz Mannschaft: 17. Platz - Omar Bustani Einzel: 67. Platz Mannschaft: 17. Platz - Ricardo Rojas Einzel: 37. Platz Mannschaft: 17. Platz | Frauen - Aurora Bretón Einzel: 45. Platz |

### Boxen
Männer
- Javier Calderón
Bantamgewicht: 2. Runde

- Narciso González
Fliegengewicht: 1. Runde

- Edgar Ruiz
Halbweltergewicht: 1. Runde

- Manuel Verde
Halbschwergewicht: 1. Runde

### Fußball
Das Team unter Leitung des argentinischen Trainers Óscar Iparraguirre traf in Gruppe D auf Dänemark, Australien und Ghana. Alle drei Partien endeten 1:1. Damit hatte Mexiko 3:3 Punkte und lag mit Australien gleichauf, aufgrund des schlechteren Torverhältnisses (3:3 gegenüber 5:4) schied Mexiko (ungeschlagen) in der Vorrunde aus.
- Kader
  - Tor

1 José Guadarrama
12 Miguel Fuentes
20 Ángel Maldonado
  - Abwehr

3 Manuel Vidrio
5 Silviano Delgado
11 Damián Álvarez Arcos
14 Carlos López de Silanes
15 José Eduardo Pavez
  - Mittelfeld

2 Ricardo Cadena
4 Alberto Macías
6 Joaquín Hernández
7 José Agustín Morales
10 Jorge Castañeda Reyes
13 Camilo Romero
18 Ángel Lemus
19 Ignacio Vázquez
  - Sturm

8 David Rangel
9 Francisco Rotllán
16 Mario Arteaga
17 Pedro Pineda

### Judo
Männer
- Mario González Aguilera
Leichtgewicht: 34. Platz

### Kanu
Männer
- José Ramón Ferrer
Canadier-Zweier, 500 Meter: Hoffnungslauf
Canadier-Zweier, 1000 Meter: Hoffnungslauf

- Roberto Heinze Flamand
Kajak-Einer, 500 Meter: Hoffnungslauf

- José Martínez
Canadier-Einer, 1000 Meter: Halbfinale
Canadier-Zweier, 500 Meter: Hoffnungslauf

- José Antonio Romero
Canadier-Zweier, 1000 Meter: Hoffnungslauf

### Leichtathletik
| Männer - Arturo Barrios 10.000 Meter: 5. Platz - Ernesto Canto 20 Kilometer Gehen: 29. Platz - Alejandro Cárdenas 4 × 100 Meter: disqualifiziert (Halbfinale) - Dionicio Cerón Marathon: DNF - Raymundo Escalante 4 × 100 Meter: disqualifiziert (Halbfinale) 4 × 400 Meter: Vorläufe - Ignacio Fragoso 5000 Meter: Vorläufe - Daniel García 20 Kilometer Gehen: 7. Platz - Juan Jesús Gutiérrez 4 × 400 Meter: Vorläufe - Carlos Mercenario 50 Kilometer Gehen: Silber - Eduardo Nava 4 × 100 Meter: disqualifiziert (Halbfinale) 4 × 400 Meter: Vorläufe - Armando Quintanilla 10.000 Meter: 16. Platz - Isidro Rico Marathon: 29. Platz - Miguel Ángel Rodríguez 50 Kilometer Gehen: 8. Platz - Genaro Rojas 4 × 100 Meter: disqualifiziert (Halbfinale) - Germán Sánchez 50 Kilometer Gehen: disqualifiziert - Joel Sánchez 20 Kilometer Gehen: 21. Platz - Germán Silva 10.000 Meter: 6. Platz - Luis Toledo 4 × 400 Meter: Vorläufe | Frauen - Olga Appell Marathon: DNF - Maricela Chávez 10 Kilometer Gehen: 28. Platz - Cristina Fink-Sisniega Hochsprung: 36. Platz in der Qualifikation - Eva Machuca 10 Kilometer Gehen: 30. Platz - María Graciela Mendoza 10 Kilometer Gehen: disqualifiziert - María Luisa Servín 10.000 Meter: Vorläufe |

### Moderner Fünfkampf
Männer
- Alberto Félix
Einzel: 54. Platz
Mannschaft: 10. Platz

- Iván Ortega
Einzel: 24. Platz
Mannschaft: 10. Platz

- Alejandro Yrizar
Einzel: 35. Platz
Mannschaft: 10. Platz

### Radsport
Männer
- César Muciño
1000 Meter Zeitfahren: 18. Platz

- Arturo García, César Muciño, Jesús Vázquez & Marco Zaragoza
4000 Meter Mannschaftsverfolgung: 16. Platz

- José Manuel Youshimatz
Punktefahren: 14. Platz

### Reiten
- Antonio Alfaro
Vielseitigkeitsreiten, Einzel: DNF

- Jaime Azcárraga
Springen, Einzel: 52. Platz in der Qualifikation
Springen, Mannschaft: 17. Platz

- Jaime Guerra
Springen, Einzel: DNF (Finale)
Springen, Mannschaft: 17. Platz

- José Maurer
Springen, Einzel: 83. Platz in der Qualifikation
Springen, Mannschaft: 17. Platz

- Alberto Valdés Lacarra
Springen, Einzel: 55. Platz in der Qualifikation
Springen, Mannschaft: 17. Platz

- Jaime Velásquez
Vielseitigkeitsreiten, Einzel: 59. Platz

### Ringen
Männer
- Guillermo Díaz
Superschwergewicht, griechisch-römisch: 2. Runde

- Armando Fernández
Bantamgewicht, griechisch-römisch: 3. Runde

### Rudern
| Männer - Joaquín Gómez Einer: 7. Platz - Eduardo Arrillaga & Luis Miguel García Doppelzweier: 15. Platz | Frauen - Martha García & Lourdes Montoya Doppelzweier: 12. Platz |

### Schießen
- César Ortíz
Trap: 51. Platz

### Schwimmen
| Männer - Javier Careaga 100 Meter Brust: 20. Platz 200 Meter Brust: 15. Platz - Rodrigo González 50 Meter Freistil: 27. Platz 100 Meter Freistil: 22. Platz 200 Meter Lagen: disqualifiziert | Frauen - Gabriela Gaja 100 Meter Schmetterling: 40. Platz - Erika González 400 Meter Freistil: 29. Platz 800 Meter Freistil: 25. Platz 4 × 100 Meter Lagen: 17. Platz - Heike Koerner 4 × 100 Meter Lagen: 17. Platz - Ana Mendoza 4 × 100 Meter Lagen: 17. Platz - Laura Sánchez 400 Meter Freistil: 23. Platz 800 Meter Freistil: 21. Platz 4 × 100 Meter Lagen: 17. Platz |

### Segeln
| Männer - Eric Mergenthaler Finn-Dinghy: 19. Platz | Frauen - Karla Gutiérrez & Margarita Pasos 470er: 17. Platz |

### Synchronschwimmen
Frauen
- Sonia Cárdeñas
Einzel: 11. Platz
Duett: 9. Platz

- Elizabeth Cervantes
Einzel: Vorrunde

- Lourdes Olivera
Einzel: Vorrunde
Duett: 9. Platz

### Tennis
| Männer - Leonardo Lavalle Einzel: Viertelfinale Doppel: 1. Runde - Francisco Maciel Einzel: 1. Runde Doppel: 1. Runde | Frauen - Angélica Gavaldón Einzel: Achtelfinale Doppel: 1. Runde - Lupita Novelo Einzel: 1. Runde Doppel: 1. Runde |

### Turnen
| Männer - Luis López Einzelmehrkampf: 57. Platz in der Qualifikation Boden: 83. Platz in der Qualifikation Pferd: 42. Platz in der Qualifikation Barren: 73. Platz in der Qualifikation Reck: 43. Platz in der Qualifikation Ringe: 40. Platz in der Qualifikation Seitpferd: 38. Platz in der Qualifikation | Frauen - Denisse López Einzelmehrkampf: 80. Platz in der Qualifikation Boden: 72. Platz in der Qualifikation Pferd: 50. Platz in der Qualifikation Stufenbarren: 66. Platz in der Qualifikation Schwebebalken: 87. Platz in der Qualifikation |

### Wasserspringen
| Männer - Alberto Enrique Acosta Turmspringen: 11. Platz - Jesús Mena Turmspringen: 15. Platz in der Qualifikation - Jorge Mondragón Kunstspringen: 6. Platz - Fernando Platas Kunstspringen: 17. Platz in der Qualifikation | Frauen - María José Alcalá Turmspringen: 6. Platz - Macarena Alexanderson Turmspringen: 13. Platz in der Qualifikation - Ana Ayala Kunstspringen: 25. Platz in der Qualifikation - María Elena Romero Kunstspringen: 16. Platz in der Qualifikation |